# Geelwangmees
De geelwangmees (Machlolophus spilonotus; synoniem: Parus spilonotus) is een zangvogel uit de familie Paridae (mezen).

## Verspreiding en leefgebied
Deze soort komt voor van de Himalaya tot Vietnam en het zuidoosten van China. Er zijn vier ondersoorten:
- M. s. spilonotus: van oostelijk Nepal en noordoostelijk India tot noordelijk en westelijk Myanmar en zuidwestelijk China.
- M. s. subviridis: van noordoostelijk India tot zuidelijk en oostelijk Myanmar, noordelijk Thailand en het zuidelijke deel van Centraal-China.
- M. s. rex: zuidelijk en zuidoostelijk China, noordelijk en centraal Indochina.
- M. s. basileus: zuidelijk Indochina.

## Status
De grootte van de populatie is niet gekwantificeerd maar de soort wordt omschreven als schaars tot algemeen. Op de Rode lijst van de IUCN heeft deze soort de status niet bedreigd.